# Якимець Петро Олегович
Петро Олегович Якимець (нар. 13 липня 1972) — полковник Збройних сил України, учасник російсько-української війни.
Станом на 2011 рік підполковник Якимець — командир 101-ї бригади охорони Генерального штабу.

## Нагороди
19 липня 2014 року — за особисту мужність і героїзм, виявлені у захисті державного суверенітету та територіальної цілісності України, вірність військовій присязі під час російсько-української війни, відзначений — нагороджений орденом Богдана Хмельницького III ступеня, 8 вересня — орденом «За мужність» III ступеня.